# Pullach b.Penzing
Pullach bei Penzing ist ein Ortsteil der Gemeinde Penzing im oberbayerischen Landkreis Landsberg am Lech.

## Geografie
Die Einöde Pullach b.Penzing liegt circa einen Kilometer südwestlich von Penzing unmittelbar an der Staatsstraße 2054 und etwa 700 m nördlich der Bundesautobahn 96.

## Geschichte
Pullach wird 1809 im Kataster als Teil der Gmain erwähnt, 1863 erwirbt J. Schwarz den Grund und erbaut 1873 eine Ziegelei. Seit 1880 führt die zuvor Pullachloh genannte Ansiedlung den Namen Pullach b.Penzing.